# Jost Bürgi

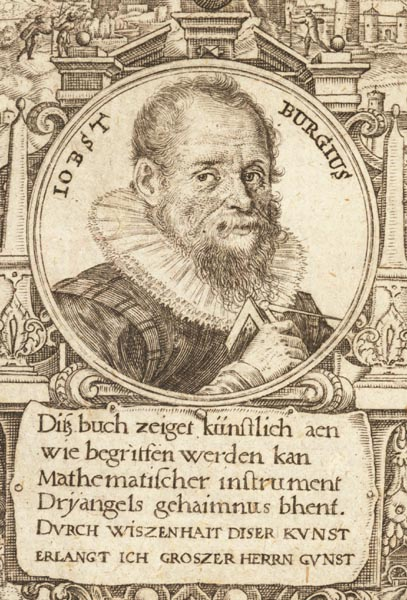
Porträt von
Jost Bürgi,
in dem Buch
Apollonius Cattus oder kern der ganzen geometriae,
von Benjamin Bramer, Kassel 1648.
In lateinisch geschriebenen Werken war es üblich, die Namen zu latinisieren. Bürgi nannte sich selbst in seinen lateinischen Werken
„Justus Byrgius“.
Nur Bramer latinisierte den Namen zu
„Iobst Burgius“.

Jost Bürgi (Jost ist eine Variante von Jodok) (* 28. Februar 1552 in Lichtensteig/Toggenburg in der Schweiz; † 31. Januar 1632 in Kassel, Landgrafschaft Hessen) war ein Schweizer Uhrmacher, Instrumentenerfinder, Mathematiker und Astronom.

## Einleitung
Jost Bürgi wurde jahrhundertelang vor allem als Erbauer der ersten astronomisch genutzten Sekundenuhr, als der Hersteller präziser Himmelsgloben, als Konstrukteur wissenschaftlicher Messgeräte und als Co-Erfinder der Logarithmen bekannt.
Mittlerweile weist eine von ihm 1587/1592 verfasste, vom Wissenschaftshistoriker Menso Folkerts entdeckte und von Dieter Launert kommentierte und edierte Handschrift Fundamentum Astronomiae nach, dass er darüber hinaus ebenfalls der Erfinder der astronomischen Differenzenrechnung, einzigartiger algebraischer Algorithmen zur Sinusbestimmung und rekursiver polynomer Tabellengenerierung ist.
Vielfach irrtümlich als Mitarbeiter Johannes Keplers dargestellt, war er hierarchisch als kaiserlicher Hofuhrmacher dem kaiserlichen Mathematiker Kepler gleichgestellt sowie mit diesem befreundet. Während ihrer achtjährigen gemeinsamen Anstellungszeit in diesen Funktionen von 1604 bis 1612 am Kaiserhof Rudolfs II. in Prag profitierte Johannes Kepler von Jost Bürgis Mathematikinnovationen, astronomischen Daten und Instrumenten, während Kepler für diesen ebenfalls unter Schweigegebot das Coss-Algebra Manuskript redigierte.
Drei Phasen prägen den Lebensweg Jost Bürgis:
- die noch immer weitgehend undokumentierte und bis zum 28. Lebensjahr reichende Phase der Kindheit, Jugend, Ausbildung und Walz;
- die ein gutes Vierteljahrhundert lang andauernde Tätigkeit als Hofuhrmacher am Fürstenhof von Hessen-Kassel (1579–1604, angestellt von Landgraf Wilhelm IV. von Hessen-Kassel), wo er seine massgebenden Werke schuf;
- ein weiteres Vierteljahrhundert am Kaiserhof zu Prag (1604–1630, angestellt von Kaiser Rudolf II.), während dem er acht Jahre lang Johannes Kepler unterstützte und von dort 1631, ein Jahr vor seinem Tod, nach Kassel zurückkehrte.

Die Entdeckung eines bis dahin unbekannten Manuskriptes Fundamentum Astronomiae (1587–1592) stellt Jost Bürgi wissenschaftlich in eine Reihe mit seinen Zeitgenossen Galileo Galilei und Johannes Kepler sowie Tycho Brahe, dessen Genauigkeit er übertraf.
Im Auftrag des Landgrafen Wilhelm IV. beobachtete der Uhrmacher Bürgi auf der Kasseler Sternwarte, einer der ersten festen Einrichtungen dieser Art in Europa, auch die Gestirne, ab 1584 zusammen mit dem Hofmathematiker Christoph Rothmann. Schon vor dessen Eintritt hatte Bürgi die Messinstrumente zu warten und aus eigenem Antrieb auch ihre Bauweise verbessert.

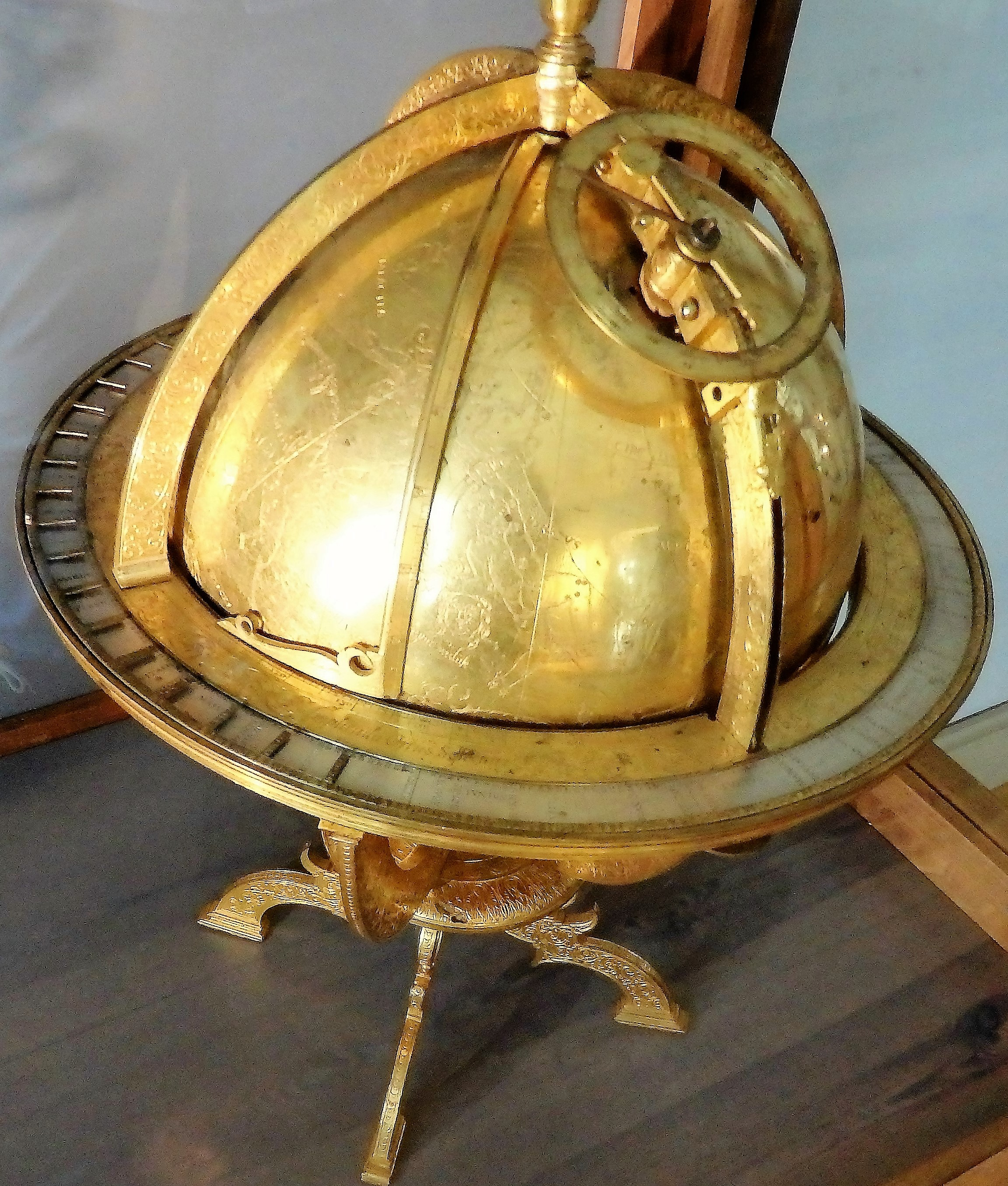
Himmelsglobusuhr von Jost Bürgi, um 1585, Anna Amalia Bibliothek Weimar

Zu den von ihm neu entworfenen Geräten zählten Uhren, Modelle des Kosmos wie seine verschollenen Planetengloben und berühmten Himmelsgloben (als Vorgänger des Planetariums) sowie neue Vermessungsinstrumente, wie der erste metallene Sextant, ein universeller Reduktionszirkel, ein Triangularinstrument und ein Gerät zum perspektivischen Zeichnen.
Was Jost Bürgi von allen anderen Herstellern von Himmelsgloben und von sämtlichen Zeitgenossen unterscheidet, ist seine geniale mathematisch-technische Universalität, die in der Wissenschafts-, Astronomie-, Mathematik- und Instrumentengeschichte ihresgleichen sucht. Er erhob die astronomischen Daten selbst und entwickelte dafür neuartige Instrumente wie den metallenen Sextanten und die sekundengenaue Observatoriumsuhr zur Himmelskörpervermessung im Horizontalverfahren. Anschliessend berechnete er aus den Beobachtungsdaten mit eigens von ihm entwickelten mathematischen Methoden der Logarithmenrechnung und von ihm geschaffenen Algorithmen der Sinusbestimmung sowie der Differenzenrechnung die sphärischen Positionen der Himmelskörper mit damals unübertroffener Genauigkeit und Effizienz. Diese Daten übertrug er in Form von 1026 Sternpositionen mit Bogenminutenpräzision auf seinen kleinen, nur 14,2 cm Durchmesser grossen Himmelsglobus von 1594, der seinem Besitzer zu jeder Tages- und Nachtzeit den aktuellen Sternenhimmel aufzeigte und ebenfalls den Sonnenstand sowie das Datum, die Uhrzeit, den Wochentags- und kirchlichen Feiertagsnamen mit automatisiertem Schaltjahrausgleich. Dank der von ihm erfundenen Rutschkupplung konnte der Benutzer aber auch jederzeit beliebige Zeitpunkte der Vergangenheit und Zukunft einstellen und ohne Beeinflussung der aktuellen Funktionen die astronomischen Vergangenheits- bzw. Zukunftskonstellationen ansehen und berechnen.
Zu Bürgis wichtigsten mathematischen Leistungen zählt mit seiner Artificium-Kunstwegtabelle die Erfindung der Differenzenrechnung und die anschliessende Erstellung einer von 2 zu 2 Bogensekunden fortschreitenden Sinustafel (Canon Sinuum, nach 1592, verloren), sowie die weltweit erste Zusammenstellung einer Logarithmentafel (Arithmetische und geometrische Progresstabulen …, Druck 1620). In der Handschrift Fundamentum Astronomiae (1592 an Kaiser Rudolph II. übergeben) erklärt Bürgi seinen „Kunstweg“, einen völlig neuen algebraischen Weg zur Berechnung von Sinuswerten mit einem schnell konvergierenden Algorithmus, bei dem er nur Additionen und Halbierungen braucht; und er gibt eine Sinustafel mit einer Schrittweite von 1´ an. Henry Briggs kannte um 1620 in Oxford Bürgis Verfahren. Die Entdeckung der Logarithmen wird Bürgi unabhängig von John Napier zugeschrieben und erfolgte nach den Worten Keplers viele Jahre vor Napier. Er veröffentlichte seine Entdeckung allerdings später als Napier.
Im Jahre 1585 konstruierte Bürgi für den Landgrafen Wilhelm IV in Kassel eine Uhr mit drei Zeigern, die Stunden, Minuten und Sekunden anzeigte. Zwar gab es schon früher – spätestens um 1560 – Uhren mit Sekundenzeigern, aber für die Kasseler Uhr ist erstmals die detaillierte wissenschaftliche Verwendung dieser neuen Uhren mit hoher Anzeige-Genauigkeit archivalisch greifbar. Neben dieser besonderen Uhr und den vielen wissenschaftlichen Instrumenten verfertigte Bürgi auch andere Geräte, die in der Kunst- und Wunderkammer des Landgrafen von Hessen ausgestellt wurden. Es waren zum Beispiel eine grosse kupferne Himmelskugel und ein nach dem ptolemäischen Weltbild eingerichtetes astronomisches Uhrwerk. Das heliozentrische copernicanische Weltbild ist bereits in seiner Mond- und Sonnenäquationsuhr von 1591 abgebildet.
Da Bürgi kaum Lateinkenntnisse hatte, fertigte der mit Bürgi befreundete Nicolaus Reimers  (Ursus) in den Jahren 1586 bis 1587 am Hofe des Landgrafen Wilhelm IV. für Bürgi eine deutsche Übersetzung von Copernicus’ De revolutionibus orbium coelestium an, die als sogenannte Grazer Handschrift erhalten ist. Dies gilt als die erste deutsche Übersetzung von Copernicus’ Hauptwerk, drei Jahrhunderte vor der von Menzzer, die 1879 gedruckt wurde.

## Leben

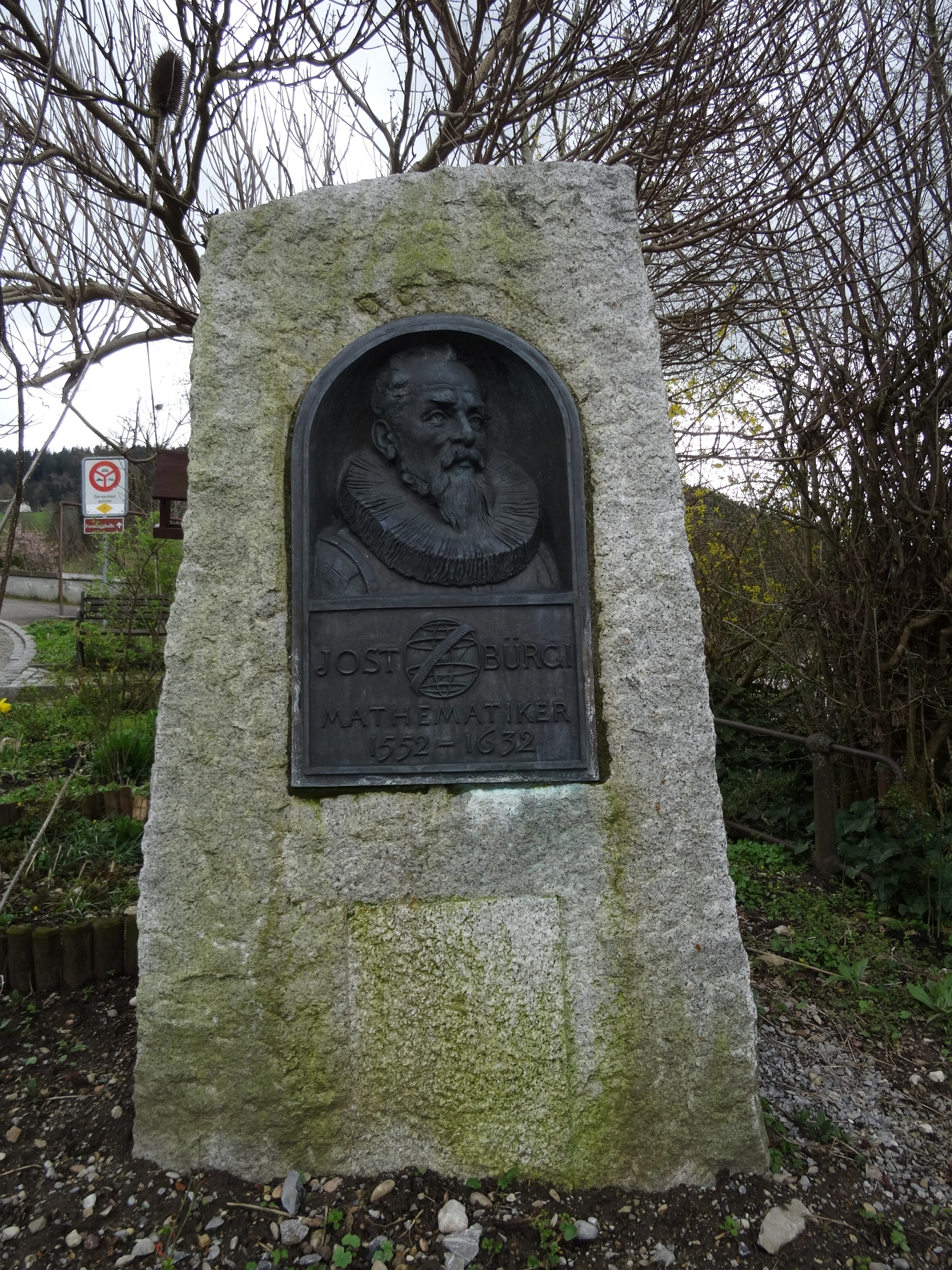
Gedenkstein in Lichtensteig

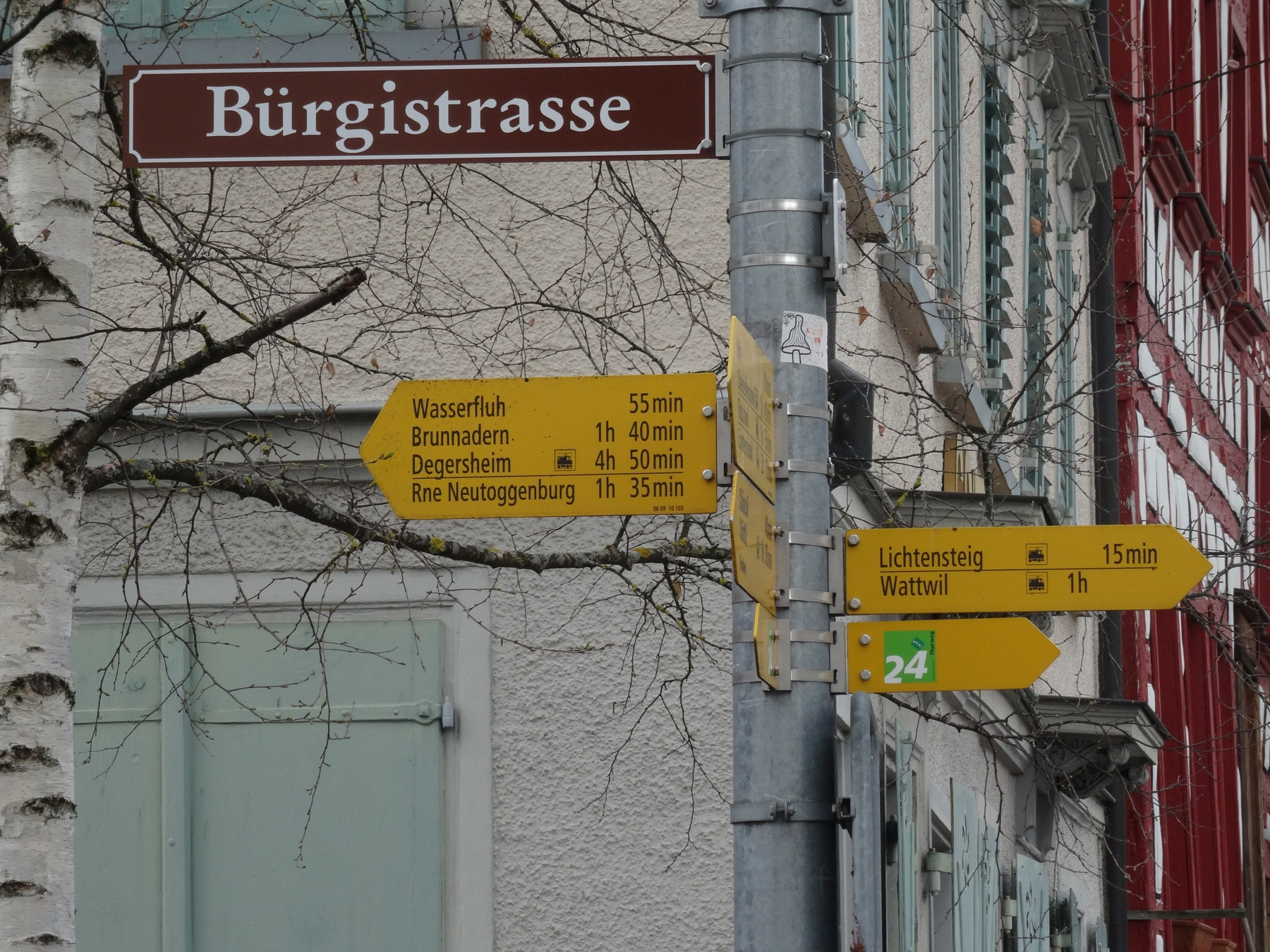
Strassenschild in Lichtensteig

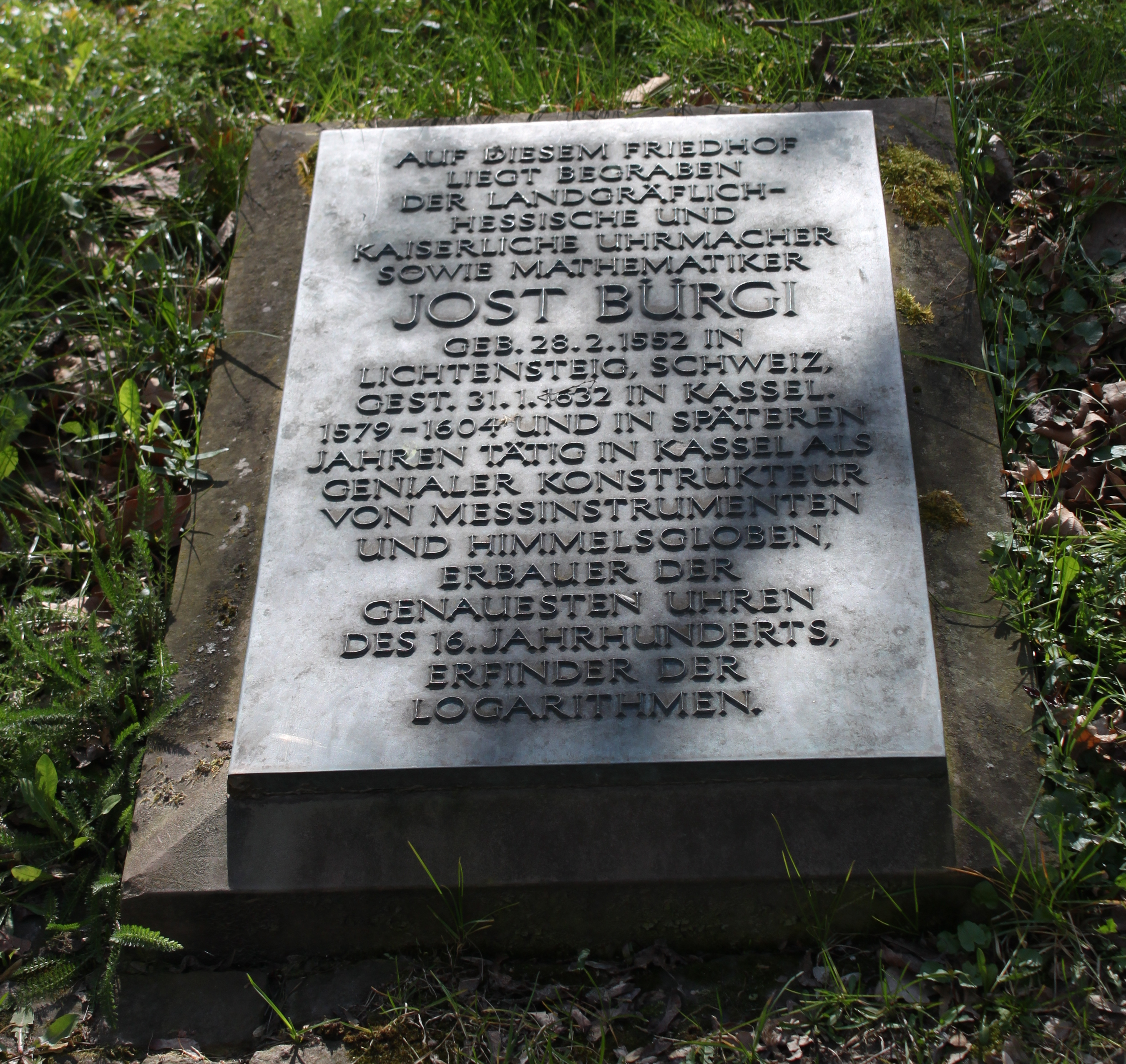
Grabstein von Jost Bürgi auf dem Altstädter Friedhof in Kassel

Jost Bürgis Werdegang bis zu seiner 1579 erfolgten Anstellung als Hofuhrmacher und Astronom des Landgrafen Wilhelm IV. von Hessen-Kassel ist kaum bekannt. Über seine Jugend und Ausbildung wissen wir fast nichts. Er lernte das Silberschmiedehandwerk wahrscheinlich bei dem 1567/1568 aus Augsburg nach Lichtensteig zugezogenen Gold- und Silberschmied David Widiz. Danach erhielt er wahrscheinlich in Winterthur oder Schaffhausen eine Uhrmacherausbildung und lernte weiter mit grosser Wahrscheinlichkeit in Augsburg und mit Sicherheit in Nürnberg. Bürgi hat keine höhere Schule besucht und war des Lateins unkundig. 
Dass er in Strassburg  bei Josias und Isaak Habrecht an der zweiten Strassburger Münsteruhr gearbeitet habe, wird heute bezweifelt. Sein noch unbekanntes Talent wurde von dem Astronomen-Landgrafen Wilhelm IV. von Hessen-Kassel entdeckt, der zeitweise in Strassburg studiert hatte. Seine mathematischen Kenntnisse erwarb er teilweise autodidaktisch, wie andere vermuten in Strassburg u. a. beim Schweizer Mathematiker Konrad Dasypodius, sowie seine handwerklich-technische Perfektion wahrscheinlich auf der Walz in Augsburg und Nürnberg. Nicht auszuschliessen ist auch ein Italienaufenthalt in Mailand, Florenz oder Cremona.
Bürgis Bestallung am 25. Juli 1579 in Kassel ist die erste erhaltene Urkunde aus seinem Leben. Erstaunlich ist dabei das Wappen, mit dem der 27-Jährige seine Bestallung siegelte. Gegenüber seinem Familienwappen, einer Eule, hat Bürgi nämlich selbständig seine Initialen, das halbe Zahnrad als Zeichen seines Berufes und zwei Sterne hinzugefügt, als wolle er seine innerlich bereits erfolgte Hinwendung zur Astronomie programmatisch symbolisieren.
1591 wurde Bürgi in die Stadt Kassel eingebürgert, wo er im Graben ein Haus erwarb. Dies ist belegt durch eine Häuserliste von 1605. In erster Ehe war er mit der Tochter von David Bramer verheiratet, der Pfarrer in Felsberg bei Kassel war; diese Ehe blieb kinderlos. 1591 nahm er seinen jungen verwaisten Schwager Benjamin Bramer als Pflegesohn zu sich und bildete ihn in Mathematik aus. Bramers vermessungstechnische Schriften enthalten viele wertvolle Mitteilungen über Bürgis Erfindungen.
Im Februar 1592 begehrte Kaiser Rudolf II. in Prag von seinem Onkel in Kassel einen mechanischen Bürgi-Globus einschliesslich Planetenbewegungen vom Erbauer persönlich überbracht zu bekommen. Bürgi übergab am 4. Juli 1592 (nach dem alten Kalender) in einer persönlichen Audienz beim Kaiser den besonderen Planetenglobus. Wenige Wochen später recihte er sein Buchmanuskript Fundamentum Astronomiae nach, das die Lösung seines Artificium enthält. Als Bürgi nach Kassel zurückkehrte, war der Astronomen-Landgraf Wilhelm der Weise am 25. August 1592 gestorben. Bürgi wurde von dessen Sohn und Nachfolger Moritz dem Gelehrten am 1. Januar 1593 (alter julianischer Kalender) zu gleichen Bedingungen und in etwa gleichem Wortlaut neu bestallt. 1596 und 1604 reiste Bürgi zu Reparaturarbeiten nochmals nach Prag.
Am 23. Dezember 1604 trat er auf Wunsch des Kaisers und mit Zustimmung von Landgraf Moritz ganz in kaiserliche Dienste und erhielt auf der Prager Burg eine Werkstatt mit zwei Gehilfen. Dort arbeitete er auch für den kaiserlichen Astronomen Kepler und stellte ihm vertraulich seine neuartigen mathematischen Methoden wie die Logarithmen- und Differenzenrechnung sowie seine wesentlich genaueren metallenen Instrumente ebenso zur Verfügung wie seine wesentlich genaueren Mars-Planeten- und Fixsterndaten. Als Gegenleistung redigierte Kepler Bürgis Manuskript über die Coss-Algebra, die erst 1974 ediert und veröffentlicht wurde. Bürgi wiederum realisierte für Kepler den Prototyp der von ihm erfundenen Zahnradpumpe, die zur Entwässerung von Bergwerkstollen (und heute noch vielseitig, z. B. in Automotoren) Verwendung findet.
1609 verstarb seine erste Gattin. 1611 heiratete er Catharina Braun; auch diese Ehe blieb kinderlos. 1614 und 1617 war Bürgi wieder längere Zeit in Kassel, wo er offensichtlich nur beurlaubt gewesen war. Anschliessend ging er wieder nach Prag, wo er nach seinen eigenen Worten in den Jahren 1622–1627 mit der heute in der Wiener Kunstkammer ausgestellten Kristall-Globusuhr seine vollkommenste Uhr fertigte.
Inmitten des Dreissigjährigen Krieges entschloss er sich, um 1631 endgültig nach Kassel zurückzukehren. Dort ist er am 31. Januar 1632 gestorben. Im Totenbuch der Martinskirche findet sich folgende Eintragung:

„Anno domini 1632. Jost Burgi von Liechsteig aus Schweiz, seiner Kunst ein uhrmacher, aber der Erfahrung [nach] ein berümbter (am kaiserlichen hoff und fürstlichen höffen) astronom und gottselig mann, aetis 81 anno.“

## Werk als Instrumentenbauer
Als Bürgi nach Kassel kam, war dort schon seit etwa 20 Jahren der bedeutende Uhrmacher Ebert Baldewein tätig. Er hatte zwei mechanisch bedeutungsvolle Planetenuhren gebaut (die 1561 fertiggestellte steht heute noch im Astronomisch-Physikalischen Kabinett in Kassel), die von 1568 für Kurfürst August von Sachsen, heute im Mathematisch-Physikalischen Salon Dresden. Ausserdem hat Baldewein 1575 einen grossen, für sich allein stehenden Himmelsglobus hergestellt, der als Erster dieser Art durch ein im Inneren des Globus befindliches Uhrwerk betrieben wurde.
Der Stand der Uhrmacherei war 1579, als Bürgi in Kassel seine Tätigkeit aufnahm, bereits erstaunlich hoch, wenn man ihn mit jenem um 100 Jahre früher vergleicht.

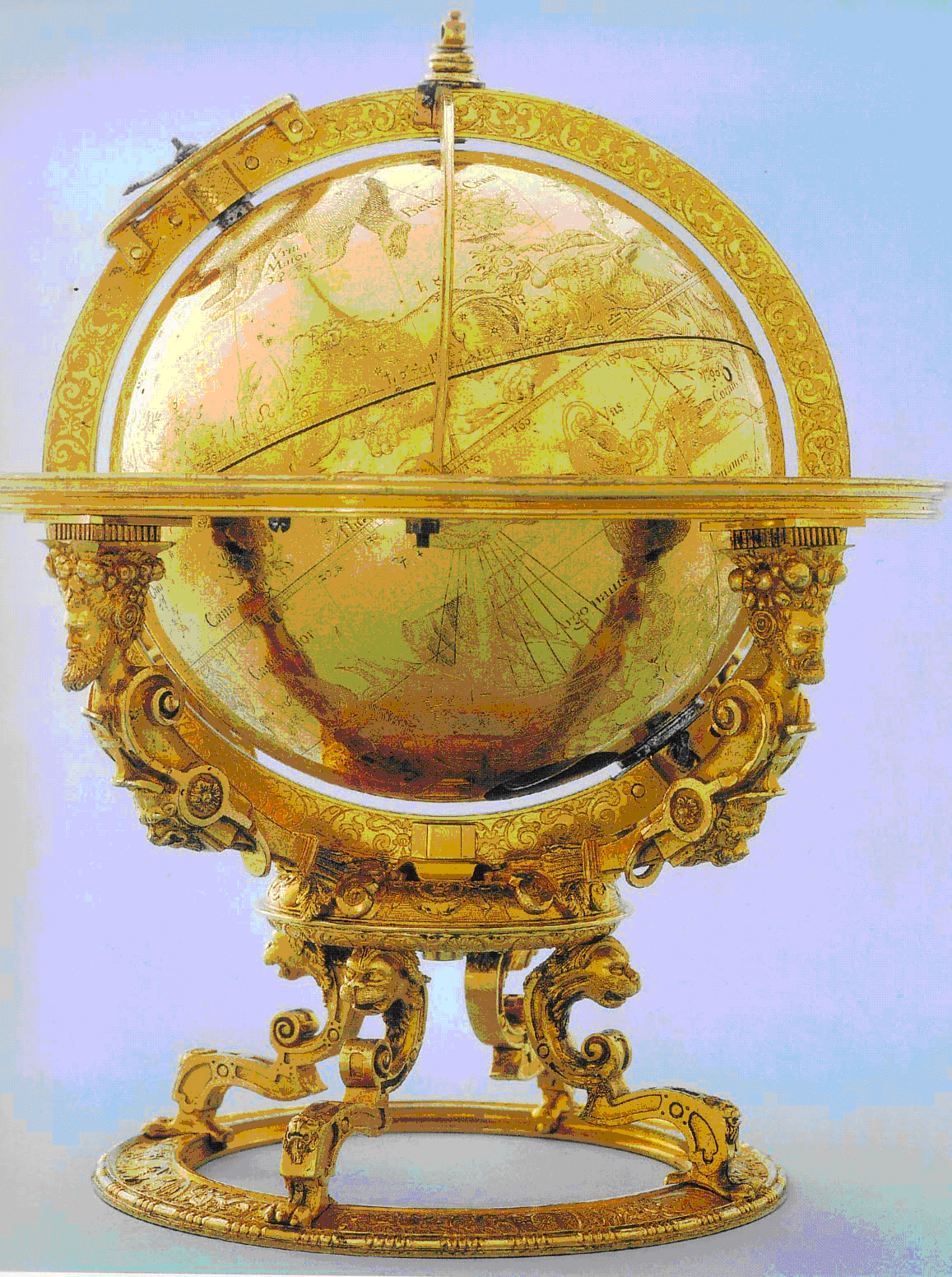
Jost Bürgi: Mechanischer Himmelsglobus, hergestellt 1594 in Kassel, jetzt im Schweizerischen Landesmuseum in Zürich

Stellt man die Bürgi-Globen jenem von Baldewein gegenüber, so ist letzter als wesentliche Ausgangsgrundlage der Bürgi-Globen zu erkennen, aber gleichzeitig sind starke Fortschritte Bürgis festzustellen. Bürgi ist daher nicht erst bei Baldewein allmählich in die hohe Uhrmacher- und Mechanikerkunst hineingewachsen, sondern ist bereits mit beträchtlichen Erfahrungen und starken eigenen Vorstellungen eingetreten. Die Vermutung liegt deshalb nahe, dass der junge Bürgi Anregungen von den besten Uhrmachern seiner Zeit, wie z. B. vom Nürnberger Christian Heiden und Gianello Torriano (1500–1585) aus Cremona, erhalten hat. Wie die neueste Forschung zeigt, ist er 1576 in Nürnberg gewesen, um den vergoldeten Erd- und Himmelsglobus des soeben verstorbenen Christoph Heiden fertigzustellen.
Die erste ganz selbständig von Bürgi gebaute Uhr von 1585 weist schon viele Besonderheiten auf: Sowohl in der Auslegung des eisernen Werkskörpers als auch in der Formgebung und schliesslich in der Ausführung lässt sich nur wenig Verwandtes mit der sonst damals in Süd- und Mitteldeutschland üblichen Bauweise feststellen. Es ist etwas anderes als die Werke der kleineren und grösseren Tischuhren, die in der zweiten Hälfte des 16. Jahrhunderts von Baldewein, von Habrecht in Strassburg, Imbser in Tübingen, Gruber in Nürnberg oder Fobis in Lyon gebaut wurden. Was besonders auffällt sind der ungewöhnliche Werkskörper und die einmalig grossen, besonders zarten, eisernen Zahnräder des Gehwerks. Hier zeigt sich eine einmalige, neue ingenieurmässige Auffassung des Getriebes: Verringerung der Radmasse, Regelmässigkeit der Zahnteilung und -form, des Weiteren bestes Zentrieren und Auswuchten. Bürgis Uhren weisen aber noch weitere Besonderheiten auf: eine Zwischenaufzugsvorrichtung (remontoir d’égalité), die es ermöglicht, die ungleiche Antriebswirkung der Feder vollständig auszugleichen, Federtrieb für drei Monate, Kreuzschlag-Hemmung, Sekundenzeiger. Mit seinen Konstruktionen war Bürgi seiner Zeit um 100 bis 150 Jahre voraus.

Proportionalzirkel von Jost Bürgi (1552–1632)

Bürgi hat neben Himmelgloben und Uhren auch verschiedenartige neue und verbesserte Instrumententypen gebaut. Bei ihnen und bei speziellen Vermessungs-Instrumenten legte er einen Erfindungsreichtum und eine Präzision an den Tag, durch die seine Erzeugnisse den Standard seiner Zeit weit übertrafen. Beispielsweise gilt er als Wiederentdecker des bereits in der Antike genutzten Reduktionszirkels. Dieser, von Fabrizio Mordente, Federigo Commandino und Galileo Galilei zum Proportionalzirkel weiterentwickelt, wird verwendet, um Strecken in einem bestimmten Verhältnis zu teilen, zu vergrössern oder zu verkleinern. Ausserdem kann mit ihm der Kreisumfang in gleiche Teile geteilt werden. Zusätzlich können verschiedene Spezialkonstruktionen vorgenommen werden, etwa die Teilung einer Strecke nach dem Goldenen Schnitt oder die „Quadratur des Kreises“ (also die Konstruktion eines Quadrates, das zu einem gegebenen Kreis flächengleich ist). Der Reduktionszirkel besteht aus zwei Schenkeln, die durch eine bewegliche Einstellschraube (meistens mit einem Nonius) verbunden sind. Er hat an jedem Ende zwei Spitzen. Das eine Paar dient zum Abgreifen des Ausgangsmasses, das zweite zum Abschlagen der zu konstruierenden Grösse. Mit präzise gefertigten Geräten kann man eine Genauigkeit von ±0,1 mm erreichen.

Jost Bürgis Triangularinstrument

Für ein Triangularinstrument (Entfernungsmesser) von 1592 erhielt er 1602 ein Patent. Publiziert wurde die Anwendung dieses Instruments aber erst 1648 durch seinen Schwager Benjamin Bramer. Der Gebrauch des Triangularinstruments zur Feststellung unzugänglicher Standorte N der Feinde: 

An einem gut zugänglichen Ort setzt man das Instrument ein und richtet die bewegliche Seite D an der linken Seite nach N. Dann transportiert man das Gerät nach rechts derart, dass AB in derselben Linie bleibt wie vorher, stellt dann die rechte Seite mit der Bussole ebenfalls nach N ein und erhält im Gerät das Dreieck AEV, das zu dem grossen Dreieck mit N als Scheitel ähnlich ist. Aus der gemessenen Distanz der beiden Beobachtungspunkte ergibt sich sofort die gesuchte Entfernung.
Ein weiteres, andersartiges Instrument Bürgis, ein Perspektivzeichengerät, ist in Kassel und im kunsthistorischen Museum in Wien (in Fragmenten) erhalten. In der Kunstkammer dieses Museums nahe der Bronzebüste Kaiser Rudolfs II von de Vries sind auch zwei seiner in Prag gefertigten Uhren ausgestellt: neben der Planetenuhr aus dem Jahre 1605 auch seine den kleinsten Himmelsglobus enthaltende Bergkristalluhr, die er selbst als sein Meisterstück betrachtete.
Jost Bürgi war an der Kasseler Sternwarte nicht nur Uhrmacher und Instrumentenbauer, sondern wuchs im Eigenstudium und in der Zusammenarbeit mit Nicolaus Reimers sowie in Konkurrenz zum eigentlichen Hofmathematiker Rothmann immer mehr auch in die Rolle des Astronomen und Mathematikers hinein, eine Rolle, in der Bürgi schon 1586/87 mit seinem Artificium („Kunstweg“) die erste Differenzenrechnung erfand. Offenbar hatte es eifersüchtige Rivalitäten zwischen diesen beiden besonders begünstigten Mitarbeitern des Landesherrn gegeben, so dass Rothmann nach einem Besuch bei Tycho Brahe 1590 nicht mehr nach Kassel zurückkehrte. Hierbei vermutet Bürgis Biograph Fritz Staudacher die Weitergabe vertraulicher Bürgi-Informationen als Hauptgrund. Schliesslich hat sich Bürgi auch als Beobachter mit eigenen Messserien von Mond, Sonne und Mars und durch die Entdeckung neuer Sterne in die Geschichte der Astronomie eingeführt, was die Universalität des grossen Ingenieurs Bürgi in ihrer ganzen Breite erkennen lässt.

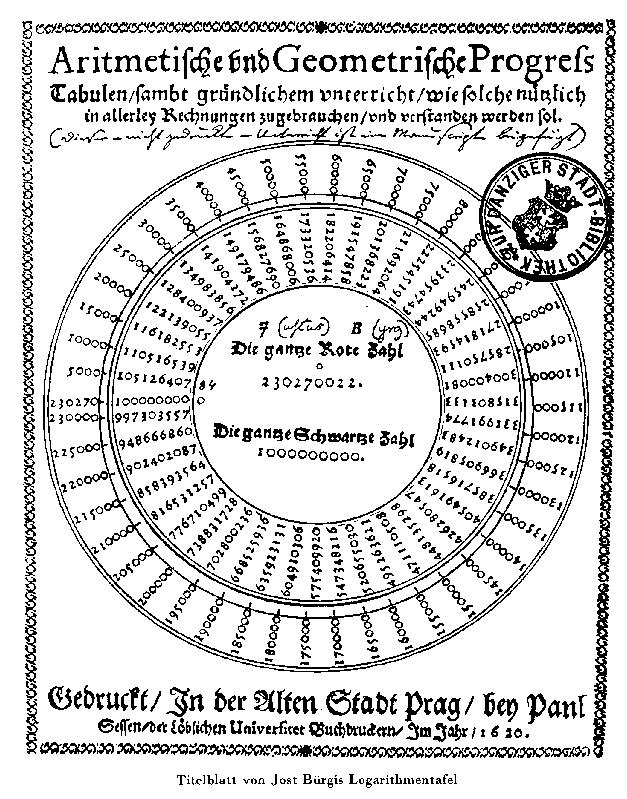
Titelblatt zu Jost Bürgis Logarithmentafel von 1620

Über seine Arbeit existieren einige Traktate:
- Die mechanischen Instrumente. Kollationiert vom Geografen und Mathematiker Levinus Hulsius
- 1648 veröffentlichte Bürgis Schwager, der Mathematiker Benjamin Bramer, als Anhang seines Werkes Apollonius Cattus oder Kern der gantzen Geometria einen Bericht von M. Jobsten Burgi Geometrischen Triangularinstrument. Für diese Erfindung, welche die Triangulation um eine Distanzmessung erweiterte, hatte Bürgi 1592 ein Patent erhalten.
- Der dritte Traktat, Der mechanischen Instrumenten von Levinus Hulsius (1604/1605) führt in den Gebrauch von Bürgis Reduktionszirkel ein. Es dient durch Ausnutzung von Streckenverhältnissen dem Vergrössern oder Verkleinern von Konstruktionen oder Landkarten, wie es später (etwas ökonomischer) der Pantograf tat.

## Mathematisches Werk
Als abstraktem Wissenschaftler steht Bürgi neben Napier die Aufstellung einer der ersten Logarithmentafeln zu (genauer einer Antilogarithmentafel). Für Berechnungen seiner Modelle und astronomischen Messungen erstellte er zunächst eine nach Kepler sehr genaue Sinustafel in Anschluss an Peuerbach, die nach Bramer in Abständen von 2 Bogensekunden fortschritt, aber nicht erhalten ist (bis auf ein Vorwort in Keplers Nachlass). Und er entwickelte, wie auch andere zeitgenössische Mathematiker Mitte der 1580er-Jahre, eine Prostaphairesis genannte Methode zur Erleichterung der Multiplikation weiter, die von trigonometrischen Identitäten ausgeht. Seine Logarithmentafeln entwickelte er nach Keplers (in einer Bemerkung in seinen Rudolfinischen Tafeln von 1627) und Bramers Zeugnis schon vor 1610, also vor Napiers erster Veröffentlichung (1614). Manchmal wird die Entdeckung auch bis 1588 datiert nach einer Bemerkung von Reimarus (Ursus), dass Bürgi eine Methode zur Vereinfachung von Rechnungen besässe.
Napier hatte seine Logarithmenmethode durch die Veröffentlichung einer Anleitung bekannt gemacht (1614) und wurde dadurch als „Erfinder der Logarithmen“ berühmt. Jost Bürgi hingegen hatte „sein Licht unter den Scheffel gestellt“ und lange Zeit nicht publiziert, obwohl ihn Kepler dazu drängte. Als er dies 1620 schliesslich doch tat (Arithmetische und Geometrische Progress Tabulen, sambt gründlichem unterricht, wie solche nützlich in allerley Rechnungen zugebrauchen und verstanden werden sol), veröffentlichte er nur die Tafeln ohne Anleitung (diese erschien erst 1856). Und die wenigen in Prag gedruckten Exemplare wurden auch noch grösstenteils Opfer des beginnenden Dreissigjährigen Krieges. Auch Kepler, der Bürgis Logarithmentafeln seit 1603 kannte, aber darüber schweigen musste, rezipierte begeistert vor allem Napiers Logarithmen, als ihm diese 1617 bekannt wurden, und widmete ihm seine Ephemeriden von 1620. Als Grund für die zögerliche Haltung von Bürgi zu Publikationen wird vermutet, dass er nach den Massstäben seiner Zeit wegen fehlender Kenntnisse in der damaligen Wissenschaftssprache Latein als ungebildet galt und deshalb unsicher war. Bürgi war Mechaniker, ein Praktiker, der seine mathematischen und astronomischen Erkenntnisse in praktische Rechenverfahren (Logarithmen) oder in hochkomplexe mechanische Modelle (für die astronomischen Erkenntnisse) umsetzte und nicht in Bücher.
Bürgi hatte keinen besonderen Namen für die Logarithmen, die er durchgängig als rote Zahlen darstellte, im Gegensatz zu den schwarzen Zahlen für den zugehörigen Numerus. In der Konstruktion der Tafeln ging er ähnlich vor wie Napier. Ausgangspunkt war die seit Michael Stifel und anderen bekannte Gegenüberstellung von geometrischen und arithmetischen Folgen, die für praktische Anwendungen in den Tafeln aber viel feiner zu erfolgen hatte. Die zur n-ten Stelle der arithmetischen Folge (dem Logarithmus) gehörige Zahl ergab sich als
{\displaystyle 10^{8}\cdot {(1+10^{-4})}^{n}}
wobei ein grosser Vorfaktor gewählt wurde, um Dezimalstellen zu vermeiden. Voellmy verweist darauf, dass dies implizit zu einer Basis führt, die nahe der Eulerschen Zahl liegt, also der Basis der natürlichen Logarithmen. In seiner Tafel waren 23.030 Einträge auf 58 Seiten mit den Logarithmen n der Zahlen {\displaystyle 10^{8}} (der Wert entsprach der Einheit und damit n=0) bis {\displaystyle 10^{9}}. Aufgetragen waren die Logarithmen am Rand (rote Zahlen, jeweils mit Faktor 10), die zugehörigen Numeri (schwarze Zahlen) in den Zeilen und Spalten, jeweils mit acht signifikanten Stellen für die Numeri. Die Anordnung ist also umgekehrt zu üblichen Logarithmentafeln. Er gab in einem erst viel später gedruckten Text auch Erläuterungen zur Interpolation und Verwendung, zum Beispiel wie man mit der Tafel Kubikwurzeln ziehen konnte.
Als Rechner und innovativer Mathematiker führte er einen Dezimalpunkt ein und handhabte Dezimalbrüche. Nicht nur der Kaiserliche Mathematiker Nicolaus Reimers nannte ihn eine Kombination von Archimedes und Euklid und seinen Lehrer, sondern auch bei Kepler stand Jost Bürgi in hohem Ansehen. Beide waren ausser Bürgis Pflegesohn Benjamin Bramer die Einzigen, die Jost Bürgis mathematische Methoden zu Gesicht bekamen und, gebunden an ein Schweigegelübde, nutzen konnten. Dass er von seinen vier Werken zur Mathematik selbst nur ein einziges verspätet und ohne gedruckte Gebrauchsanweisung inmitten des in Prag tobenden Krieges veröffentlichte (1620: Progresstabulen), aber die anderen drei Manuskripte nicht, wird von Bürgis Biograf Fritz Staudacher nicht so sehr auf seine Legasthenie und den kurzen Besuch der Lichtensteiger Dorfschule zurückgeführt, sondern auf die damalige Omnipräsenz des hochadeligen, sich seiner Abstammung sehr bewussten und akademisch hochgebildeten Tycho Brahe. Dieser war als streitbar und jähzornig bekannt, genoss aber in Prag kaiserliche Protektion, dass er noch durch seine Erben selbst Keplers Hauptwerke zensurierte. Er war auch mit Bürgis Freund Nicolaus Reimers zerstritten, was dessen letzten Lebensjahre belastete. 
Die drei von Jost Bürgi verfassten, aber von ihm vor allem vor Brahe geheim gehaltenen Manuskripte sind: der bis heute verschollene, aber von Kepler und Bramer bezeugte Canon Sinuum von 2″ Schrittweite mit acht Stellen; die in Keplers Nachlass gefundene und von ihm 1603 redigierte „Bürgi Coss“, eine Anleitung zur Algebra (Coss) von Bürgi, die erst 1973 veröffentlicht wurde; und drittens das von Jost Bürgi 1586/1592 verfasste, erst 2013 von Menso Folkerts entdeckte und 2016 von Dieter Launert transkribierte, kommentierte und edierte Fundamentum astronomiae mit der ersten astronomischen Differenzenrechnung, dem Sinus-Kunstweg zur algebraischen, sehr effizienten und genauen Sinusbestimmung, sowie rekursive Polynom-Generierungen und Interpolationen von Tabellen, die Methoden Henry Briggs sowie gemäss Denis Roegel die Methoden von Isaac Newton, de Prony und Charles Babbage Jahrzehnte und sogar Jahrhunderte vorwegnehmen. Ob und auf welchem Weg diese auf dem Kontinent nicht bekanntgewordenen Bürgi-Methoden und -Algorithmen Henry Briggs zur Kenntnis gebracht wurden, wird von Staudacher in der dritten und vierten Auflage seiner Bürgi-Biografie diskutiert und ist nicht abschliessend geklärt. Am 2. Internationalen Jost-Bürgi-Symposium 2018 in Lichtensteig stellte Jürgen Hamel eine weitere bis jetzt unbeachtet gebliebene und von Jost Bürgi 1598 für den Grafen Simon zur Lippe unterzeichnete Handschrift vor, die ihn als Metallurgisten ausweist und auf seine Ausbildung als Gold- oder Silberschmied schliessen lässt.

## Ehrungen
Der Mondkrater Byrgius und der Asteroid (2481) Bürgi sind nach ihm benannt. In Kassel ist die Bürgistraße im Stadtteil Wesertor nach ihm benannt, in Berlin-Lichterfelde der Bürgipfad. In seinem Heimatstädtchen Lichtensteig ist ebenfalls die Bürgistrasse nach ihm benannt.